# Monocletodes varians
Monocletodes varians är en kräftdjursart. Monocletodes varians ingår i släktet Monocletodes och familjen Cletodidae. Inga underarter finns listade i Catalogue of Life.